# 諏訪神社 (千葉市花見川区)
諏訪神社（すわじんじゃ）は、千葉県千葉市花見川区長作町（旧幕張町長作字諏訪辺）にある神社。旧社格は村社。神紋は「立ち梶の葉」。

## 祭神
- 健御名方命・下照姫命（主祭神）

古くから武神・農耕神として地域の人々の信仰を集めている。
明治末期の神社合祀により日本武命、猿田彦命、健御賀足智命、伊波比主命等が配祀神となっている。

## 概要
花見川近辺の高台に位置し、境内から周辺や幕張新都心が展望できる。

## 由緒
創建年代は記録焼失のため不明だが、延暦年中に坂上田村麻呂が蝦夷征討の帰路中この地に諏訪大社を勧請したのが当社の始まりという伝承がある。なお、社殿は寛永5年（1628年）創建（後に再建）とも言われている。
明治44年・大正元年（1911年 - 1912年）にかけて近接の神社は当社に合祀。昭和43年（1968年）に幣殿と拝殿は改築される。

## 境内
- 拝殿

嘉永年間（1848年～1853年）新造、1968年（昭和43年）改築。向拝の龍は彫物師・嶋村俊表の作。俊表は嶋村流江戸彫工の祖・嶋村俊元の8代で、氷川神社（川越市）の本殿、成田山新勝寺の釈迦堂または田無神社（西東京市）の本殿等も手掛けている人物である。
- 本殿

1836年（天保7年）再建。本殿胴回りの彫刻は江戸後期に活躍した竹田重三郎の作と推定される。向拝の龍の銘文によると島村田宮定直は本殿向拝部の修復に手掛けていた。
- 手水鉢

「天保七丙申年十一月吉日 明神講中」とある。
- 狛犬

嘉永5年（1852年）9月19日建立。
- 子安神社
- 長作見晴台

## 行事
- オビシャ（歩射神事、1月11日）

弓で的を射てその年の豊凶を占う神事で、その後には神饌を食する直会がある。古くは2月11日に行われた。江戸末期までは諏訪大社上社の神事・御頭祭を模して神前に猪や鹿の首が供えられたと言われている。
- 例祭（10月18日・19日）

## 交通アクセス
- 京成電鉄本線 実籾駅より徒歩約23分（1.8km）
- JR東日本総武線 幕張駅より徒歩約35分（2.6km）
- JR東日本総武線 幕張駅より千葉シーサイドバス幕張花島公園線 「旧公民館前」停留所下車、徒歩約3分
- 京葉道路武石ICより県道262号 幕張八千代線経由で車10分